# Dothias Wiarda
Dothias Wiarda (* 1565 im Westlauwersches Friesland; † 20. Februar 1637 in Sandhorst) war ab 1611 Kanzler in Ostfriesland.

## Leben
Wiarda studierte an der Universität Basel, wo er 1592 zum Doktor beider Rechte promovierte. 1595 wurde er im Zuge der Emder Revolution der erste Syndikus der Stadt Emden. Am 29. September 1601 wechselte er auf die Seite des Grafen Enno III. und wurde gräflicher Rat. Johannes Althusius folgte ihm als Syndikus der Stadt Emden. 1611 wurde Wiarda als Nachfolger von Thomas Franzius zum Kanzler ernannt. Er erhielt freie Wohnung auf dem Weinhaus in Aurich und amtierte hier bis zu seinem Tode 1637. Graf Ulrich II. berief danach 1637 Arnold von Bobart (1585–1653) als Kanzler nach Ostfriesland.

## Familie
Dothias Wiarda war seit 1794 mit Rebecca Zernemann (* 17. August 1577; † 1619) verheiratet. Das Paar hatte folgende Kinder:
- Aggeus (* 1594; † 1627) seit 1623 Amtmann zu Leer ⚭ 9. Mai 1624 Lewina von Damm (* 22. April 1601; † 8. Februar 1672)
- Gesche  (* 1597; † 2. Oktober 1622) ⚭ 31. Mai 1618  Sebastian Jhering (* 25. November 1589; † 10. Juli 1635) ab 1628 Geheimer Rat, Gesandter in Brüssel
- Regnerus (* 1599; † 1631) Amtmann zu Esens ⚭  Töbecke van Oevern.
- Tileman (* 1601; † 6. November 1640) seit 1628 Amtmann zu Leer

⚭ 15. Dezember 1629 Heile Reinking (1608–1634)
⚭ 1636 Margareta ter Braek († 1691), heiratete als Witwe Christian Regensdorf
- Atlica (* 1610; ?) ⚭ 1635 Adolph Leonhardus Stamler (* 1600; † 16. August 1651) ab 1642 Amtmann zu Friedeburg, dessen Bruder Edzard (1590–1652) ist der Vater des ostfriesischen Kanzlers Johann Heinrich Stamler (1632/1634–1692)

Seine zweite Frau war Ida von Petkum († 1621)  die er am 2. Oktober 1620 geheiratet hatte. Sie starb bereits im Jahr darauf.
Seine dritte Frau wurde Icke Edens.